# Megumi Igarashi
Megumi Igarashi (五十 嵐 恵 Igarashi Megumi), més coneguda pel pseudònim Rokudenashiko (en japonès: ろ く で な し 子 o 碌 で な し 子 rokudenashi ["reprovable", "inútil"] + sufix femení diminutiu -ko ["noia", "petit/a"]), és una escultora i artista de manga japonesa que s'ha fet famosa pel seu treball amb vagines. Igarashi considera que la seva missió és desmitificar els genitals femenins al Japó on, segons ella, estan massa amagats en comparació amb les imatges fàl·liques.

## Obres
Igarashi ha dissenyat moltes obres basades en la vagina, incloent una aranya, un cotxe de control remot, collarets i cobertes d'iPhone. També els petits diorames de la sèrie anomenada Decoman (un joc de paraules a partir del terme Manko, paraula japonesa per referir-se a la vulva). Cercant fer obres de més impacte, Igarashi va dissenyar una porta i un cotxe, abans de centrar-se en la creació d'un caiac, inspirat per la connexió entre la sexualitat femenina i el mar. Finalment va acabar construint un caiac basat en una reproducció de la seva pròpia vagina. Igarashi va aconseguir finançar aquest projecte a través d'una campanya de crowdfunding, enviant les dades 3D del caiac a tots els donants que van contribuir amb una xifra superior als 3.000 iens. A través d'aquestes dades els donants podien aconseguir una impressió 3D de la seva vagina. Posteriorment, aquest Caiac va ser exposat en una galeria d'art de Tòquio.

## Problemes legals
Al juliol de 2014, Igarashi va ser arrestada per una suposada violació de les lleis japoneses sobre obscenitat, en haver enviat per correu electrònic les dades de l'escàner 3D de la seva vagina a aquelles persones que havien donat suport a la campanya de crowdfunding per a la construcció del caiac. Més de 21.000 persones van signar una petició a Internet en la qual instaven al govern perquè Igarashi fos posada en llibertat. Una setmana després va ser alliberada després d'haver recorregut amb èxit la seva detenció.
El 3 de desembre de 2014 va ser arrestada de nou sota l'acusació d'haver exhibit un objecte obscè, juntament amb Minori Watanabe, una escriptora, activista del moviment feminista i propietària d'un sex shop. Watanabe també va ser arrestada, encara que posteriorment seria posada en llibertat. Igarashi va ser acusada de exhibicionisme obscè, registres electromagnètics obscens, així com posterior distribució dels mateixos. Va ser posada en llibertat unes setmanes després, el 26 de desembre. El seu judici va començar l'abril de 2015 i el 8 de maig de 2016 la justícia nipona va dictar sentència: no va ser trobada culpable de les acusacions relatives al caiac, però si per les impressions 3D de la seva vagina, per les que va ser condemnada a una multa de 400.000 iens.

## Vida personal
Igarashi es va casar amb Mike Scott, el cantant del grup musical The Waterboys, l'octubre de 2016. El seu primer fill, un nen, va néixer el 2 de febrer de 2017.